# Francesco Alidosi
Francesco Adiosi (død 24. maj 1511) var en af Den katolske kirkes kardinaler. Han var tilsluttet den romerske kurie og var også biskop af Pavia. 
Han blev kreeret til kardinal i december 1505 under Pave Julius 2.s andet konsistorium. 